# Münchrath (Grevenbroich)
Münchrath ist ein Dorf in der Stadt Grevenbroich und im Rhein-Kreis Neuss in Nordrhein-Westfalen. Es hat 378 Einwohner (Stand: 31. Dezember 2022).

## Lage
Das Dorf Münchrath liegt nahe der nördlichen Stadtgrenze Grevenbroichs zur Stadt Neuss. Nördlich von Münchrath befindet sich die Erft und die Ortschaft Helpenstein, östlich der Strategische Bahndamm und im Süden Stadt Hülchrath. Westlich von Münchrath ist die kleine Ortschaft Gruissem, allerdings auf dem anderen Erftufer.

## Geschichte
Nördlich von Münchrath liegt eine sehr bedeutende archäologische Fundstätte der Jungsteinzeit.  Die Ortschaft Münchrath wurde vermutlich um das Jahr 816 durch Mönche des Klosters Werden gegründet. Münchrath gehörte im Mittelalter zum kurkölnischen Amt Hülchrath. 1794 besetzen französische Truppen den Ort. Münchrath kam an die Mairie Hülchrath im Département de la Roer. 1815 kam Münchrath an das Königreich Preußen. Ein Jahr später wurde die Bürgermeisterei Hülchrath gebildet, zu der auch Münchrath gehörte. 1929 kam die Gemeinde Hülchrath an den Landkreis Grevenbroich-Neuß und wurde in Gemeinde Neukirchen umbenannt. Am 31. Dezember 1974 wurde die Gemeinde Neukirchen aufgelöst und am 1. Januar 1975 erfolgte die Eingemeindung Münchraths in die Stadt Grevenbroich.

### Einwohnerentwicklung
| Einwohnerentwicklung | Einwohnerentwicklung |
| Jahr                 | Einwohner            |
| -------------------- | -------------------- |
| 2005                 | 437                  |
| 2006                 | 434                  |
| 2010                 | 399                  |
| 2012                 | 401                  |
| 2013                 | 391                  |
| 2014                 | 394                  |
| 2015                 | 394                  |
| 2016                 | 384                  |
| 2017                 | 377                  |
| 2018                 | 372                  |
| 2021                 | 370                  |
| 2022                 | 378                  |

## Mit Grevenbroich verbunden
- Ute Conen (Hauptschullehrerin in der Gemeinde Grefrath): Internationale Schiedsrichterin im Feldhockey